# Kacey White
Kacey Dell White, född 24 april 1984 i Aurora, Colorado, är en amerikansk före detta fotbollsspelare (mittfältare).
Hon spelade bland annat i Bälinge IF och AIK, och i amerikanska landslaget.

## Klubbar
- AIK
- Bälinge IF
- North Carolina
- New Jersey Wildcats (moderklubb)

## Meriter
- 8 U21 landskamper (USA)